# امرأة رهيبة
فيلم امرأة رهيبة "A Terrible Woman" ، (باللغة الدنماركية: En frygtelig kvinde) هو فيلم درامي دنماركي صدر عام 2017، من إخراج كريستيان تافدروب. وتم إنتاجه بأقل من 4 ملايين كرونة وتم تصويره خلال16 يوماً. تم عرض الفيلم أول مرة في مهرجان CPH PIX في أكتوبر 2017. ثم عرض الفيلم في الدنمارك في ديسمبر 2017. بيع 21000 تذكرة في أول 4 أيام. بحلول منتصف شهر يناير 2018، بيعت أكثر من 100,000 تذكرة.
حظي الفيلم باستقبال مثير للجدل، حيث جادل بعض المراجعين بأن تصوير المرأة في العلاقات الجنسية يضر أكثر مما ينفع. أن «(ماري) تذهب إلى أبعد من كونها شريرة كاريكاتورية لتقول شيئاً أكثر عمومية عن طبيعة المرأة الخادعة المزعومة».

## القصة
يلتقي راسموس غير الناضج والساذج مع ماري الراقية، معتقداً أنه قابل حب حياته. يبدأ كل شيء على ما يرام، ولكن في النهاية، تظهر ماري جانبا أكثر قتامة وتملكاً، وتبدأ في تعريض راسموس للإرهاب العاطفي أكثر فأكثر.

## الممثلون
- أندرس جول
- أماندا كولن
- راسموس هامريش
- نيكولاي جاندورف
- كارلا ميكلبورج
- فريدريك كارلسن

## روابط خارجية
- امرأة فظيعة على فيلم افينيتي (بالإنجليزية)